# 大梵天
大梵天是佛教的天地觀中色界天初禪天的頂層（第三層）天，曾經自視為創世主但後來皈依佛門的大梵天王居於其中且為其統掌者，在娑婆世界迎來末劫時，地獄、人間及位於二禅天下方的天層都將被劫火焚毀，居住在大梵天內的大自在主也將無法倖免。